# Kristanna Loken
Kristanna Sommer Loken (Ghent, New York, 8 oktober 1979) is een Amerikaans filmactrice en model. Ze won in 2004 de Short Film Award van het New York International Independent Film & Video Festival (voor Worn Like a Tattoo) en kreeg vier jaar later van dezelfde organisatie de Feature Film Award (voor Lime Salted Love).
Loken begon haar carrière als model rond haar 15e jaar. Dit kwam mede door haar moeder Rande, die voor haar geboorte model was geweest. Haar vader was een schrijver van teksten. Lokens doorbraak als actrice bij het grote publiek kwam met de film Terminator 3: Rise of the Machines, waarin ze de eerste vrouwelijke terminator speelde. Daarna speelde ze in films als BloodRayne en Sworn Killers, nadat zij in haar beginjaren in de Mortal Kombat-tv-serie speelde. Lokens rol in BloodRayne leverde haar de dubieuze eer op genomineerd te worden voor een Razzie Award.
Loken had van augustus 2001 tot 2003 een relatie met Nick Stahl. Ze speelde met hem samen in Terminator 3. Ze trouwde in mei 2008 met acteur Noah Danby, met wie ze een jaar daarvoor samen in de televisieserie Painkiller Jane speelde. Toen deze serie na één seizoen werd stopgezet, verscheen Loken in tien afleveringen van The L Word.